# Raionul Valka
Valka este un raion în Letonia.